# Боралдай (Ордабасинский район)
Боралдай (каз. Боралдай, до 199? г. — Соцкогам) — село в Ордабасинском районе Туркестанской области Казахстана. Входит в состав Кажымуканского сельского округа. Код КАТО — 514630300.

## Население
В 1999 году население села составляло 383 человека (190 мужчин и 193 женщины). По данным переписи 2009 года, в селе проживало 408 человек (209 мужчин и 199 женщин).